# Хэпплуайт, Джордж
Джордж Хэпплуайт (также Хе́пплуайт англ. George Hepplewhite, 1727, Райтон, графство Дарем, Северная Англия — 21 июня 1786, Лондон) — английский мастер-мебельщик, рисовальщик, архитектор и декоратор позднегеоргианского стиля (времени правления английского короля Георга III, 1760—1820), высшей стадии английского классицизма. Возможно, учился в Ланкастере. О его жизни сохранились лишь отрывочные сведения, многие исследователи вообще сомневаются, что именно этот человек был мебельным мастером, и, тем более, проектировщиком. Тем не менее, его имя история и мода связали с определённым стилем в искусстве мебели. Имя Хэпплуайта входит в «большую тройку» имён знаменитых английских мебельщиков XVIII века, наряду с Томасом Чиппендейлом и Томасом Шератоном.

## Биография
Согласно некоторым источникам, Джордж Хэпплуайт родился в 1727 году в Райтоне, графство Дарем, проходил обучение у Гиллоуза в Ланкастере. Однако Оксфордский национальный биографический словарь ставит эти данные под сомнение.
Мастер обосновался в Лондоне, где открыл магазин. Он также был членом Лондонского общества краснодеревщиков. После его смерти в 1786 году дело продолжила его вдова Алиса. В 1788 году она опубликовала книгу, содержащую около трёхсот его проектов, «Руководство для краснодеревщика и обойщика» (The Cabinet-Maker and Upholsterer’s Guide; последующие издания: 1789 и 1792 гг.). Только спустя годы после смерти мастера его проекты начали получать признание. Современники пытались приписать проекты мебели его жене Алисе, однако этому нет никаких доказательств за исключением публикации руководства.

## «Стиль Хэпплуайт»
Благодаря тому, что такие выдающиеся мастера того же времени, как Томас Чиппендейл, создавали произведения в самых разных стилях, знаменитый «стиль Хэпплуайт» легче идентифицировать. К его характерным чертам относятся: ясные, строгие формы, прямые и плавно изогнутые линии. Часто используется красное дерево с небольшими латунными накладками или инкрустациями с классицистическими мотивами, а также круглые и овальные формы столешниц и зеркал, спинки стульев в «форме щита» (shield-shape).
Во многих моделях очевидно влияние творчества архитектора Роберта Адама и созданного им классицистического стиля «Адам». Развивая стиль Р. Адама, Хэпплуайт добавлял новые детали, однако исследователи чаще отмечают, что он не создал принципиально нового стиля, а лишь «обобщил переходные черты». Тем не менее, Хэпплуайт дал своё имя характерной разновидности лёгкой элегантной мебели, которая была модной между 1775 и 1800 годами, а репродукции его проектов продолжались в течение следующих столетий.

## Галерея

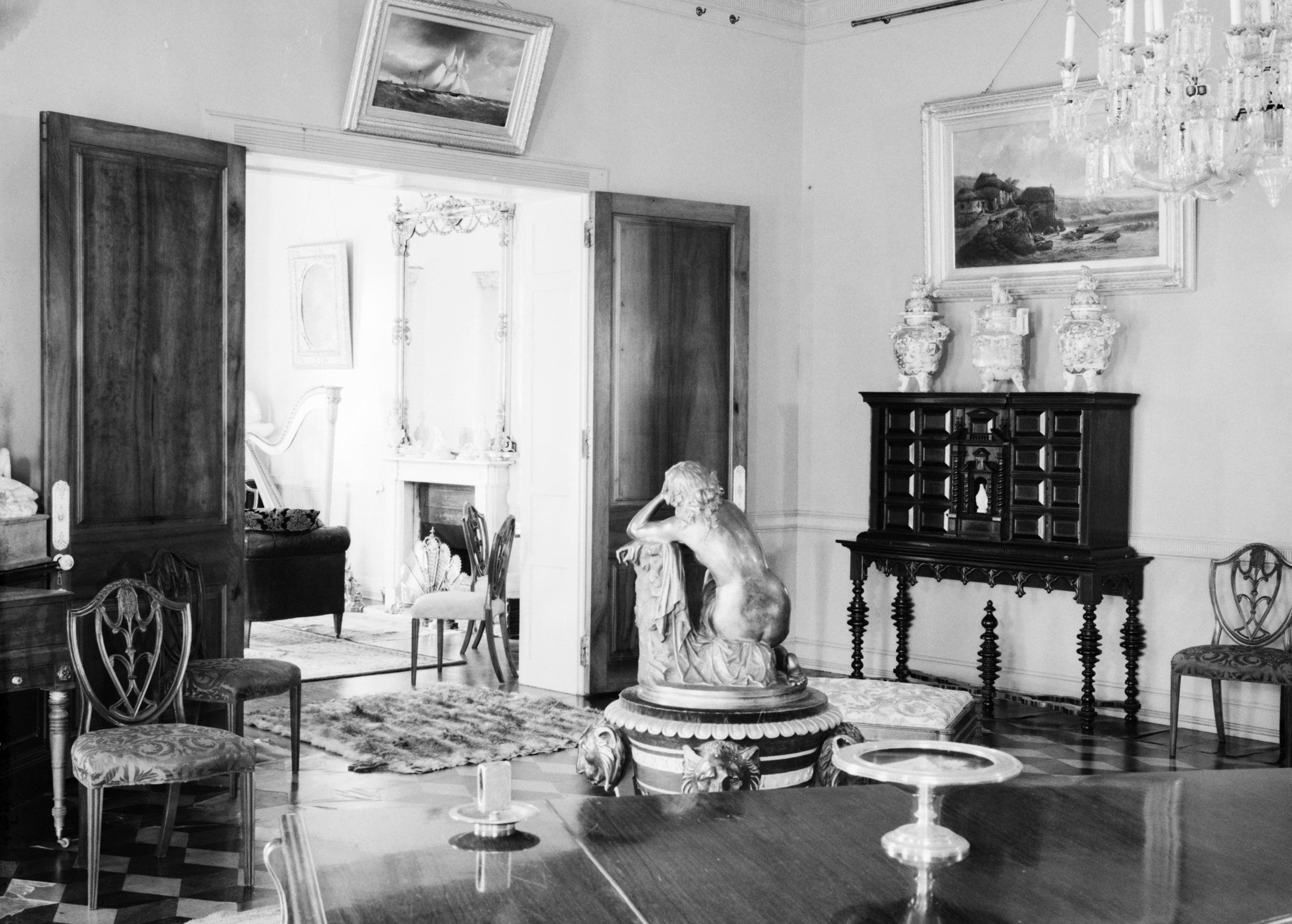
Интерьер дома с мебелью Хэпплуайта. 1934. Мадейра, Португалия
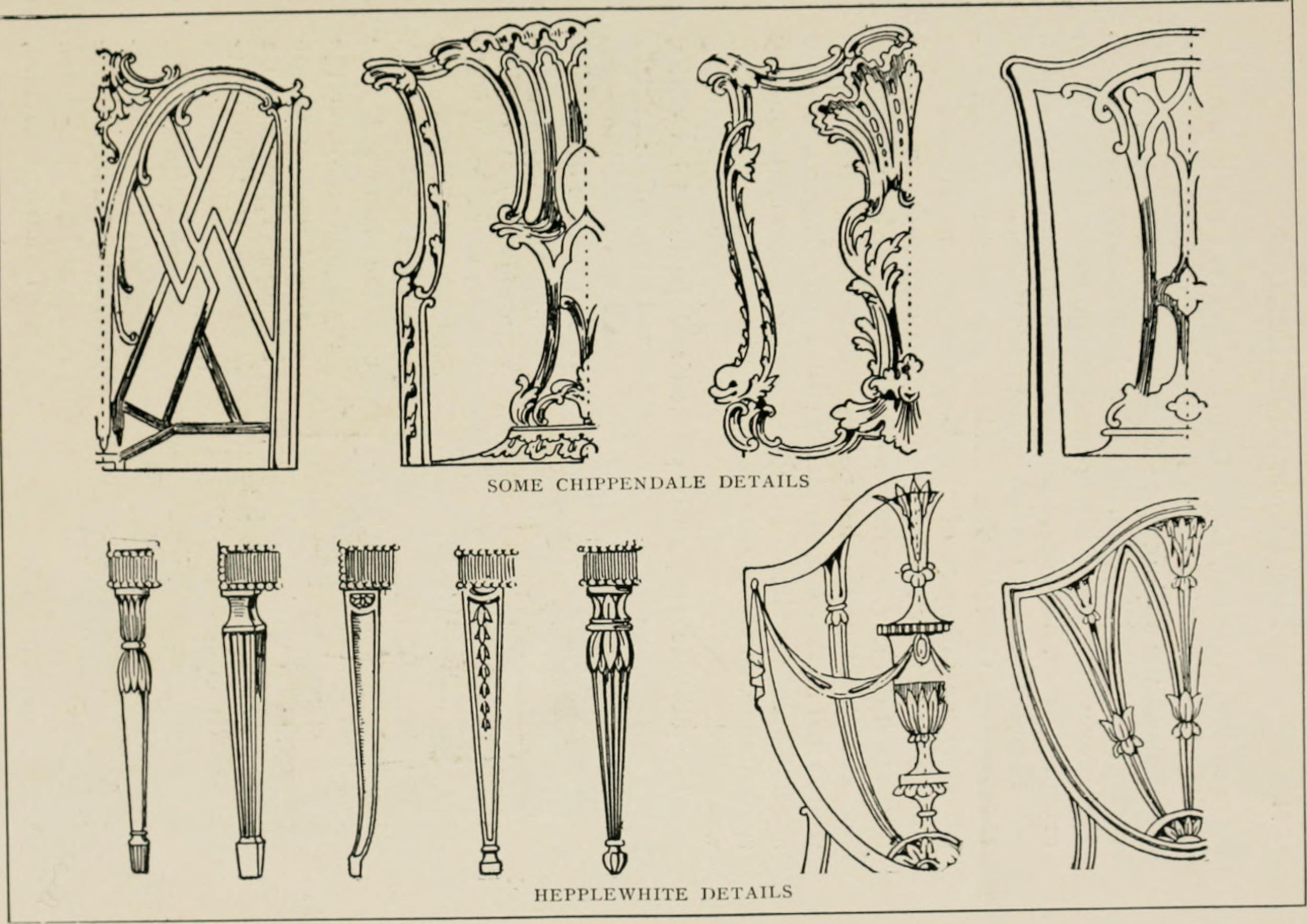
Элементы мебели: вверху — Т. Чиппендейла, внизу — Дж. Хэпплуайта. Каталог 1900-х гг.
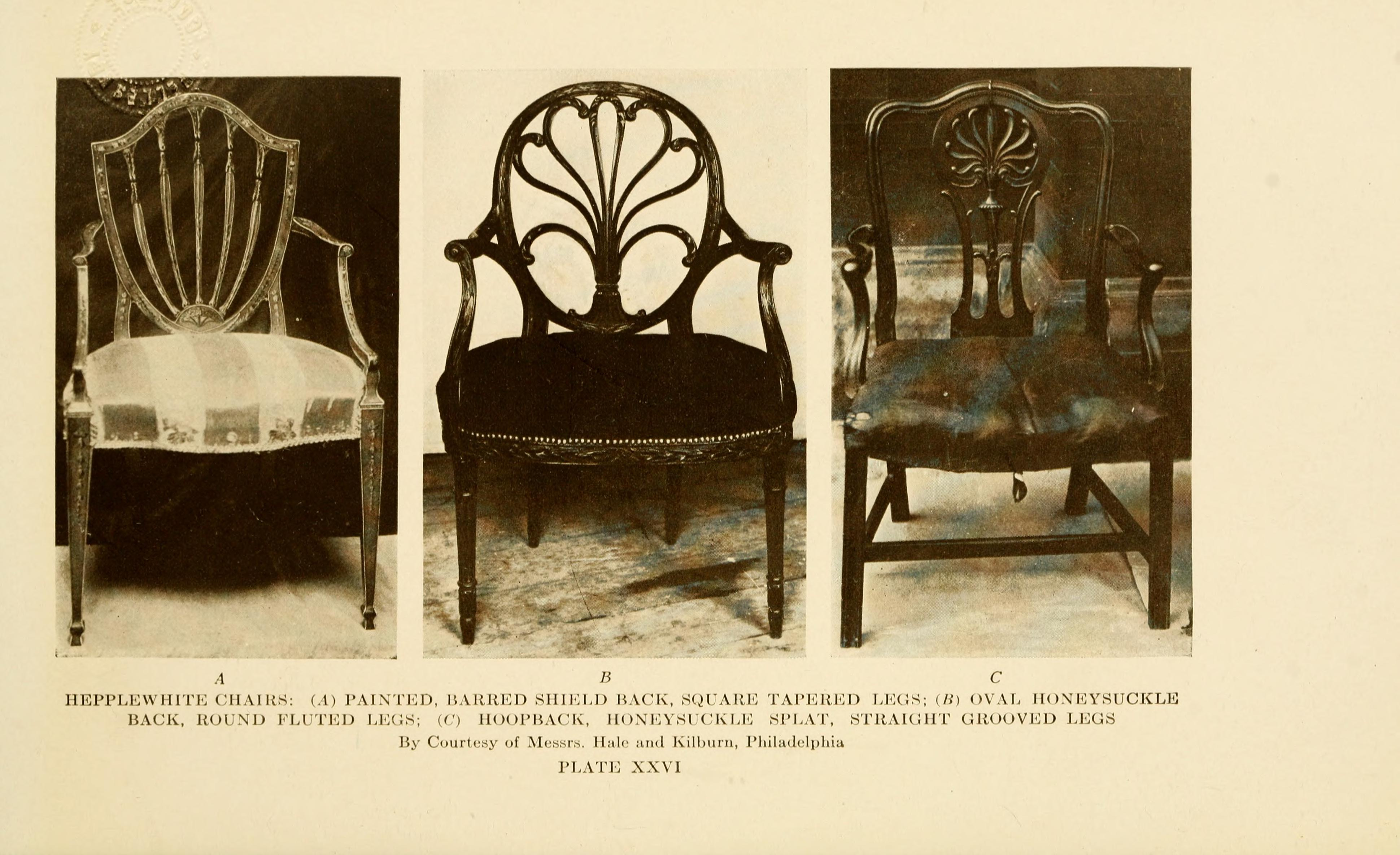
«Мебель Хэпплуайт». Из издания 1914 г.
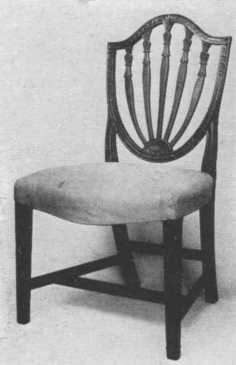
Кресло
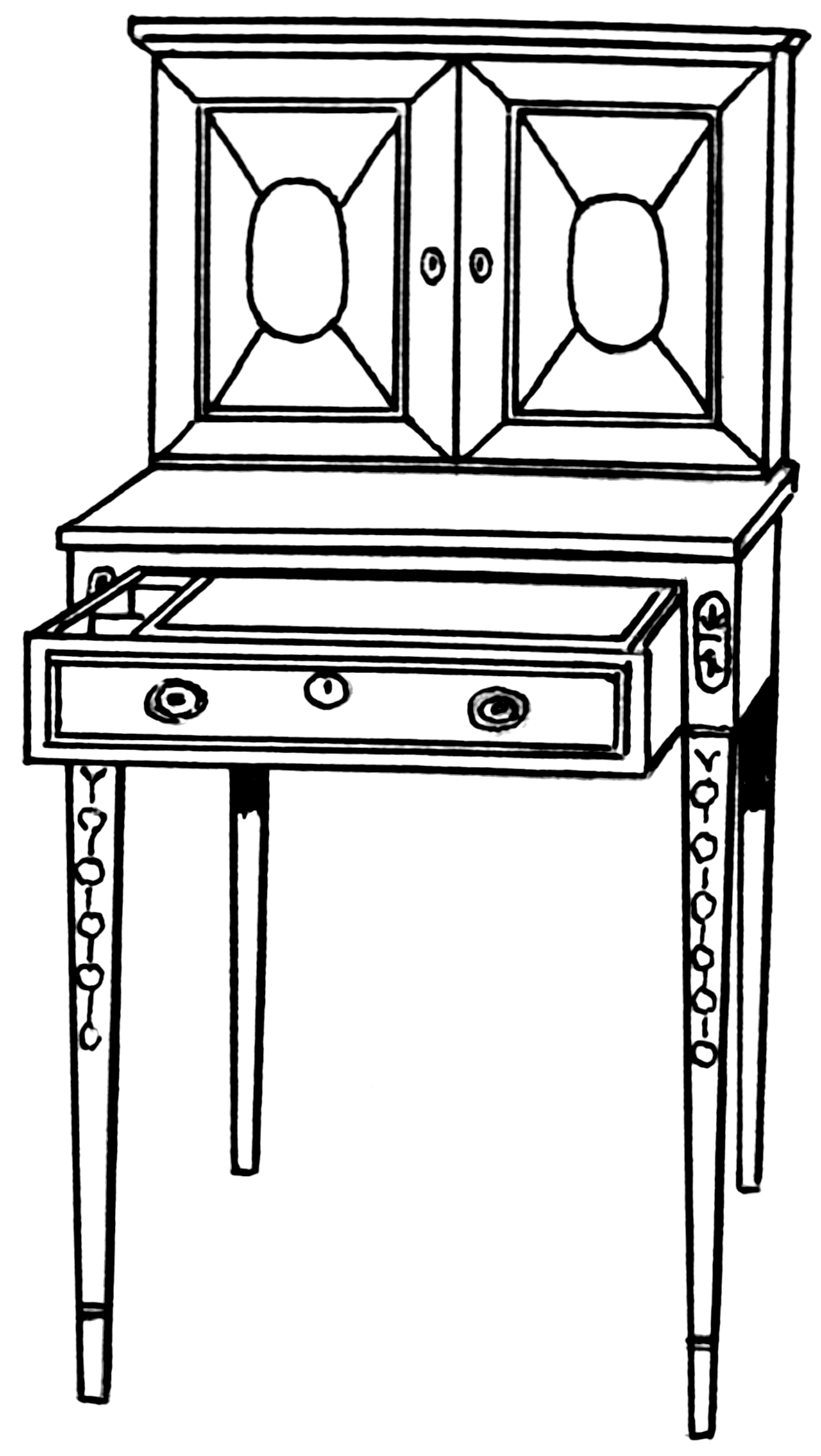
Кабинет. Прорисовка
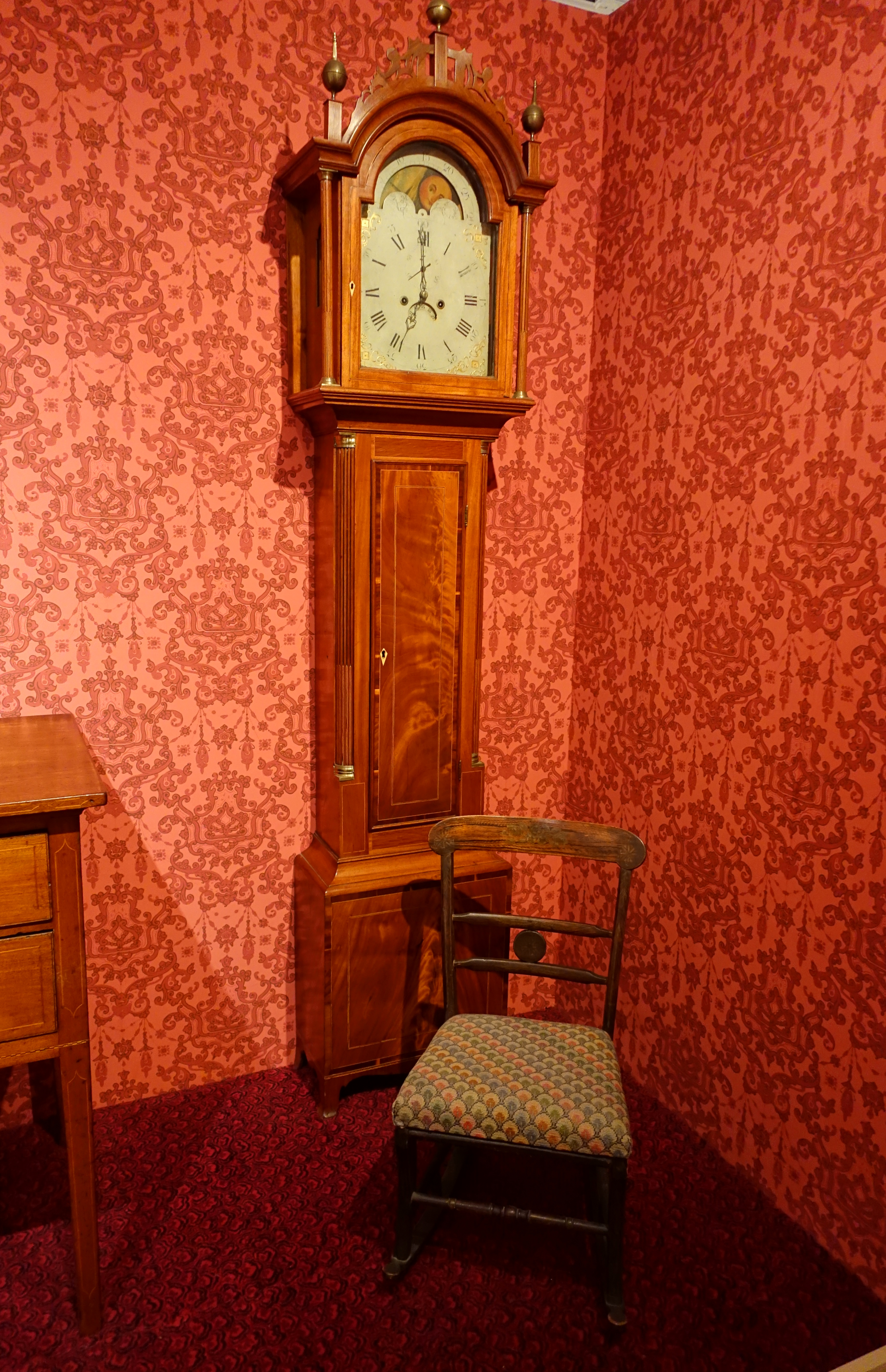
Напольные часы. Экспозиция Кейп-Анн музея, Глоучестер, США